# Roelie Willekes
Roelie Willekes (1934) is een Nederlandse schilder, die bekend is door haar plexiglasschilderingen, tekeningen, aquarellen en het gebruik van gemengde technieken op papier en aluminium. In 1957 behaalde zij de lagere akte tekenen. Daarna volgde zij lessen aan de Vrije Haarlemse Schilderschool, de Avondopleiding van de Rijksacademie in Amsterdam en de Vrije Academie in Den Haag.

## Werk
Haar onderwerpen vindt Roeli Willekes veelal in de natuur en in poëzie. Haar compositie, lijnvoering en kleurgebruik leiden tot zeer karakteristieke beelden. Haar werken naar de natuur zijn overwegend figuratief met een neiging naar een bepaald impressionisme. In haar landschapsaquarellen speelt ze met land, water en lucht. De hoofdlijnen worden in forse lijnen in bruin weergegeven maar bij de verder invulling gaat ze spaarzaam om met slechts enkele kleuren.
Forse lijnen en matig kleurgebruik kenmerken ook haar Bijbelse vrouwenfiguren. Waar zij zich laat leiden door impressies en emoties werkt zij vaker non-figuratief, zijn de lijnen eveneens zwaar aangezet en de kleuren vol en sprekend. Haar met transparante verf beschilderd glas geven, afhankelijk van invallend licht, uur van de dag of weersgesteldheid een steeds fluctuerend lichteffect

## Exposities
Zij exposeert sinds 1967 regelmatig op verscheidene plaatsen in Nederland.
De serie “Vrouwen van het Begin”, en enkele series psalmen (naar teksten van Ida G.M. Gerhardt en Marie H. van der Zeyde in: “De psalmen”. Uitg. KBS, Boxtel 1978) trekken de belangstelling van onder meer vele kerken.
In opdracht van de Zorgvlietkerk in Den Haag schilderde zij een groot raam, getiteld “Het Brandend Braambos” als aandachtspunt in het stiltecentrum.
In de Kloosterkerk in Den Haag hangt een vijfluik voorstellende David in verschillende levensfasen (1995).

In het Museum Meermanno Westrenianum in Den Haag is als kunstwerk opgenomen een doorzichtig boek “Doorzicht geeft Inzicht” (Uitg. Philip Elchers, Groningen. 1991).

## Publicaties
- Psalmen op weg naar Pasen., een serie kaarten met aquarellen behorend bij de veertigdagentijd. Tekst Margreet R. Klokke. Uitg. Docete, Utrecht. 2002.
- Ziek. 14 aquarellen. Tekst: Margreet R. Klokke. Uitg. Skandalon. 2007. (ISBN 978-90-76564-38-8)
- Landschappen. 27 aquarellen. Tekst: Inge Lijnkamp, Ellen Prins, Rita Hulsman. Druk: drukenbestel.nl. 2011.

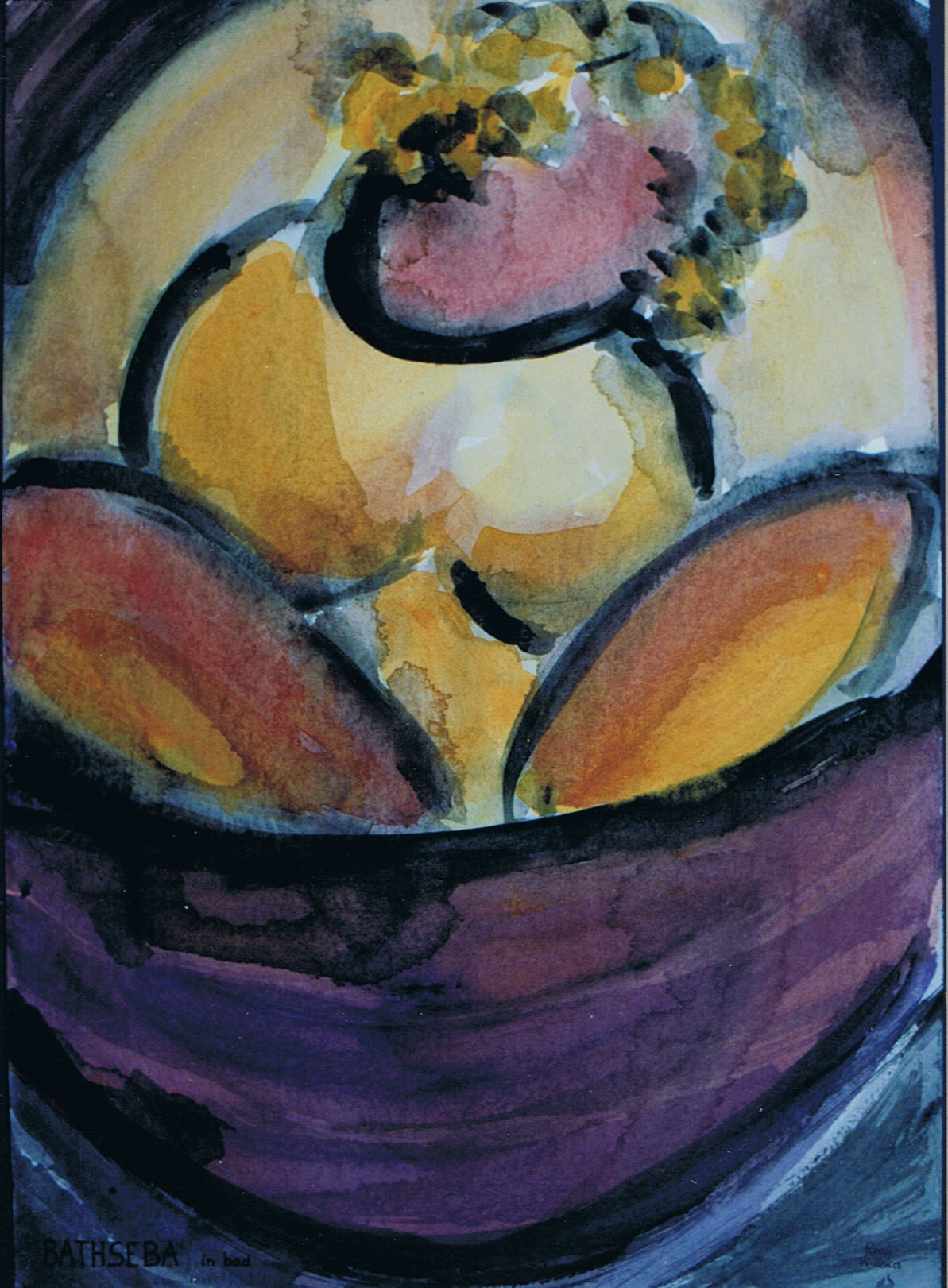
Batseba in bad
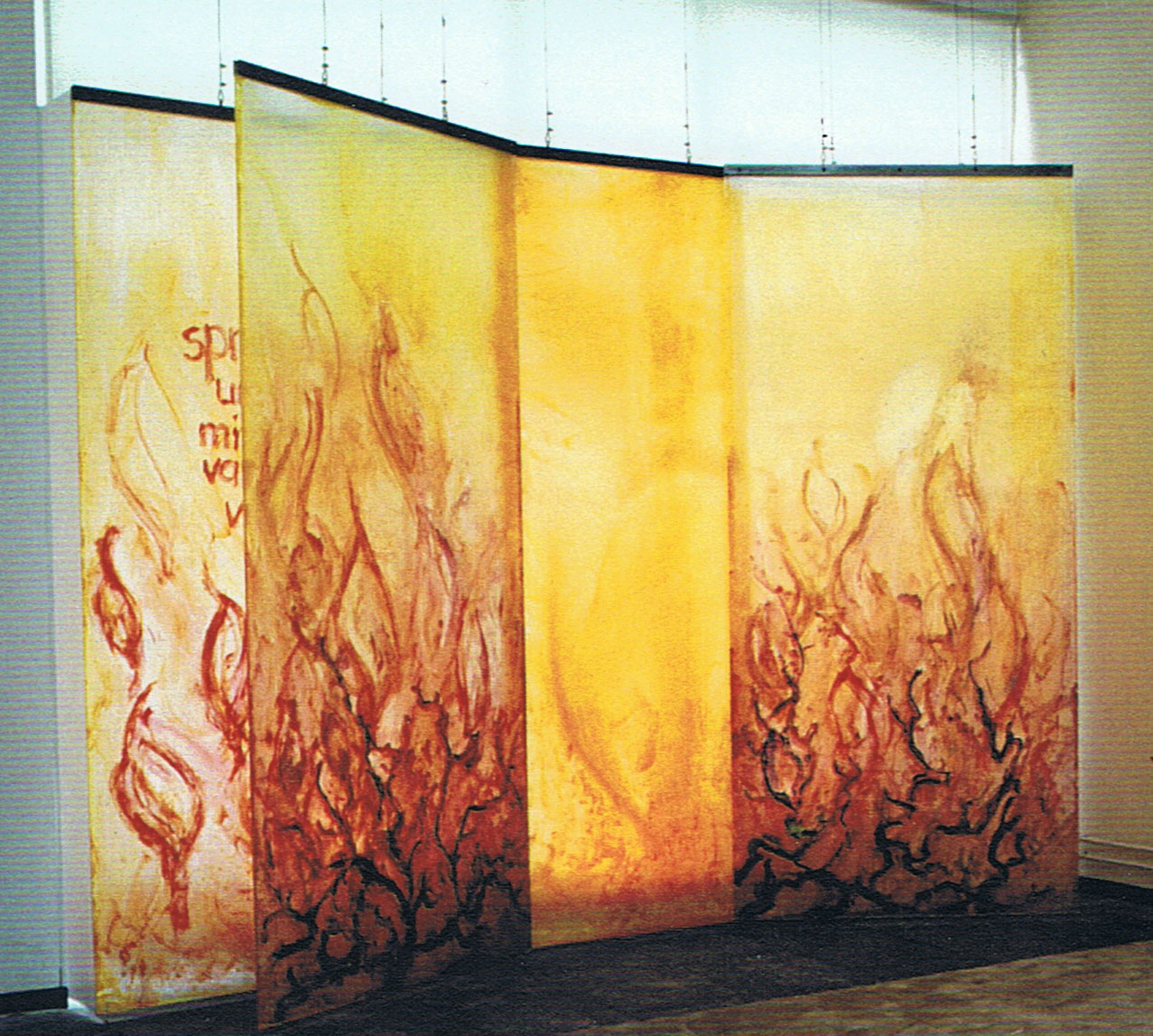
Brandende braambos
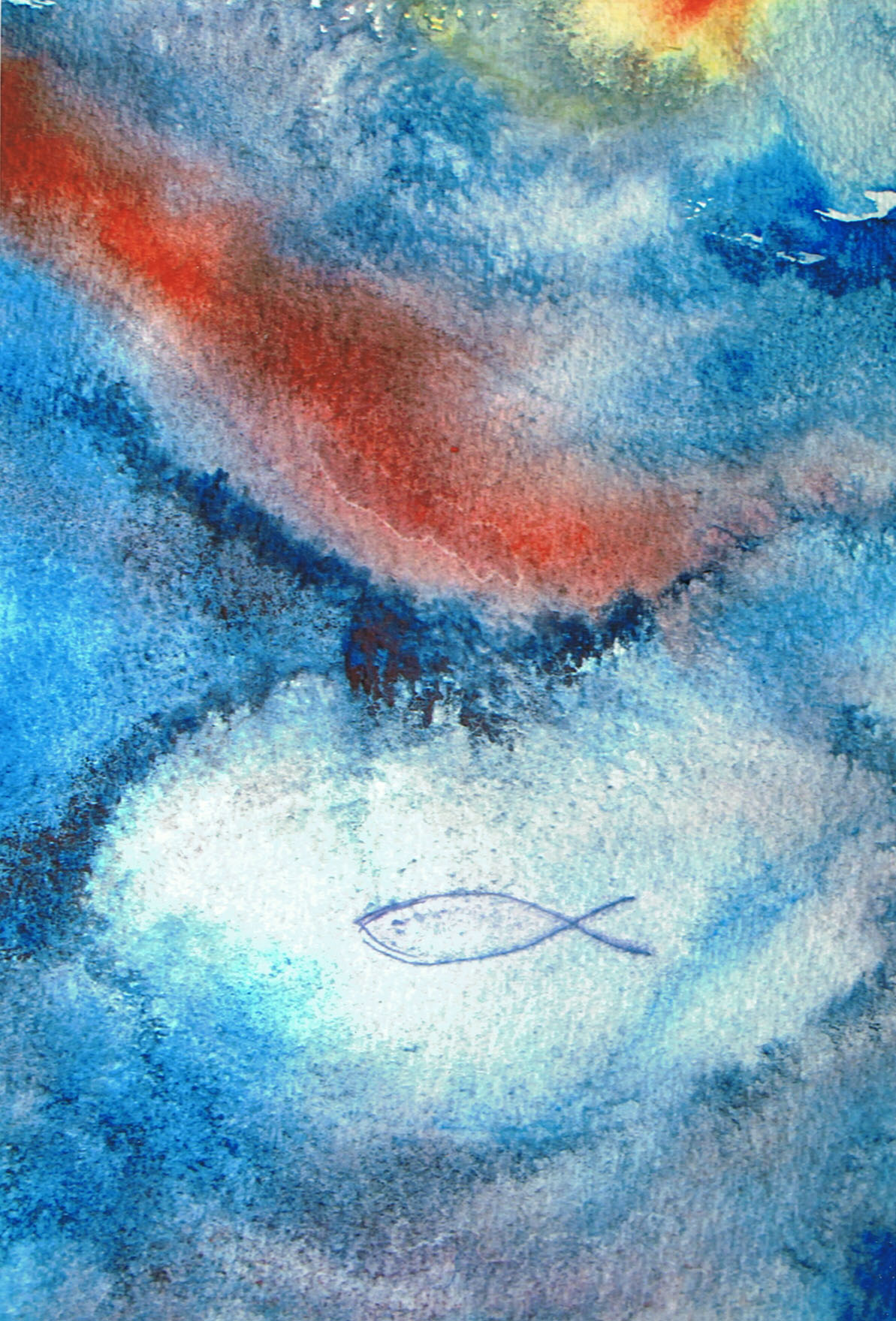
Diep in de stilte
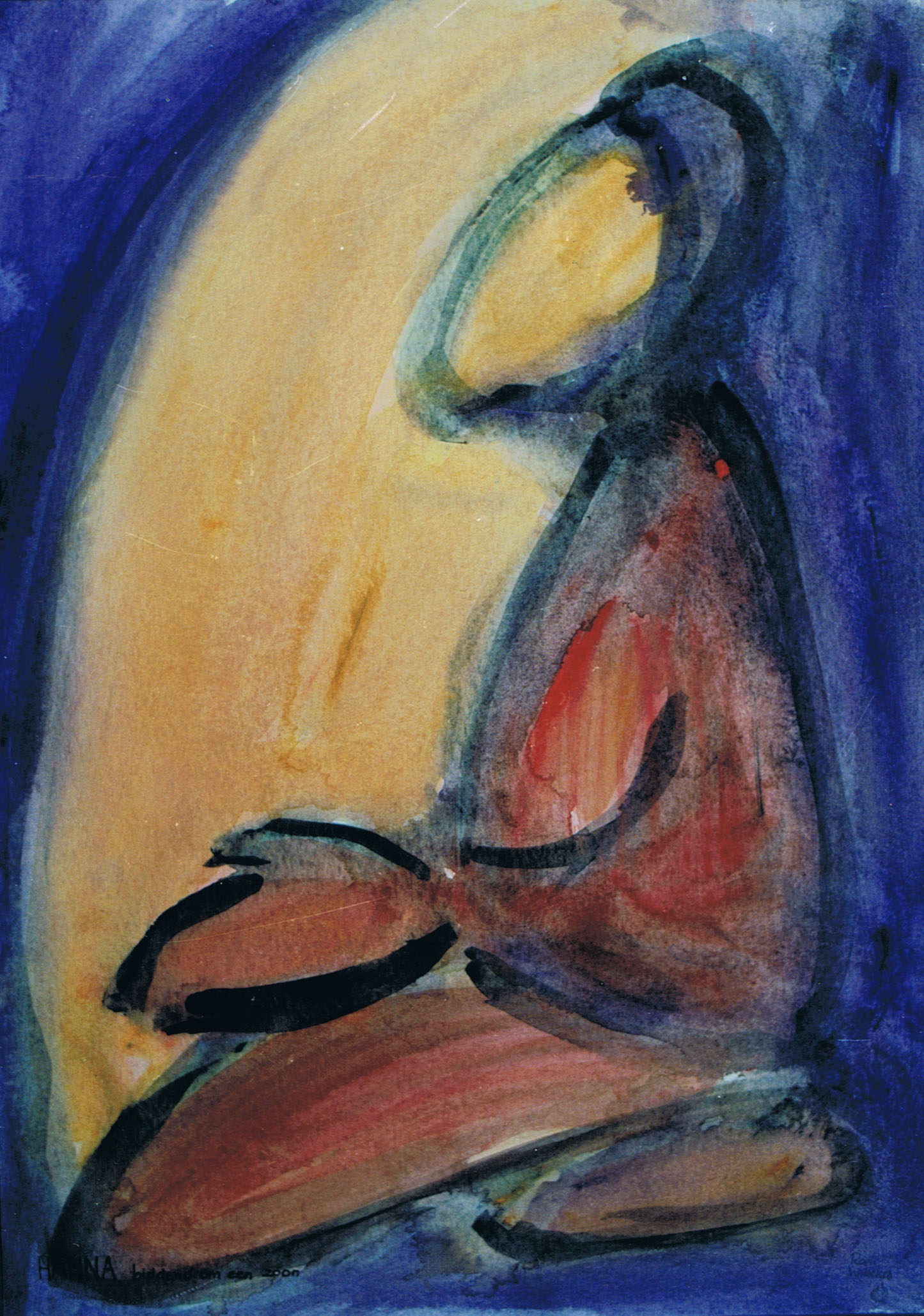
Maria
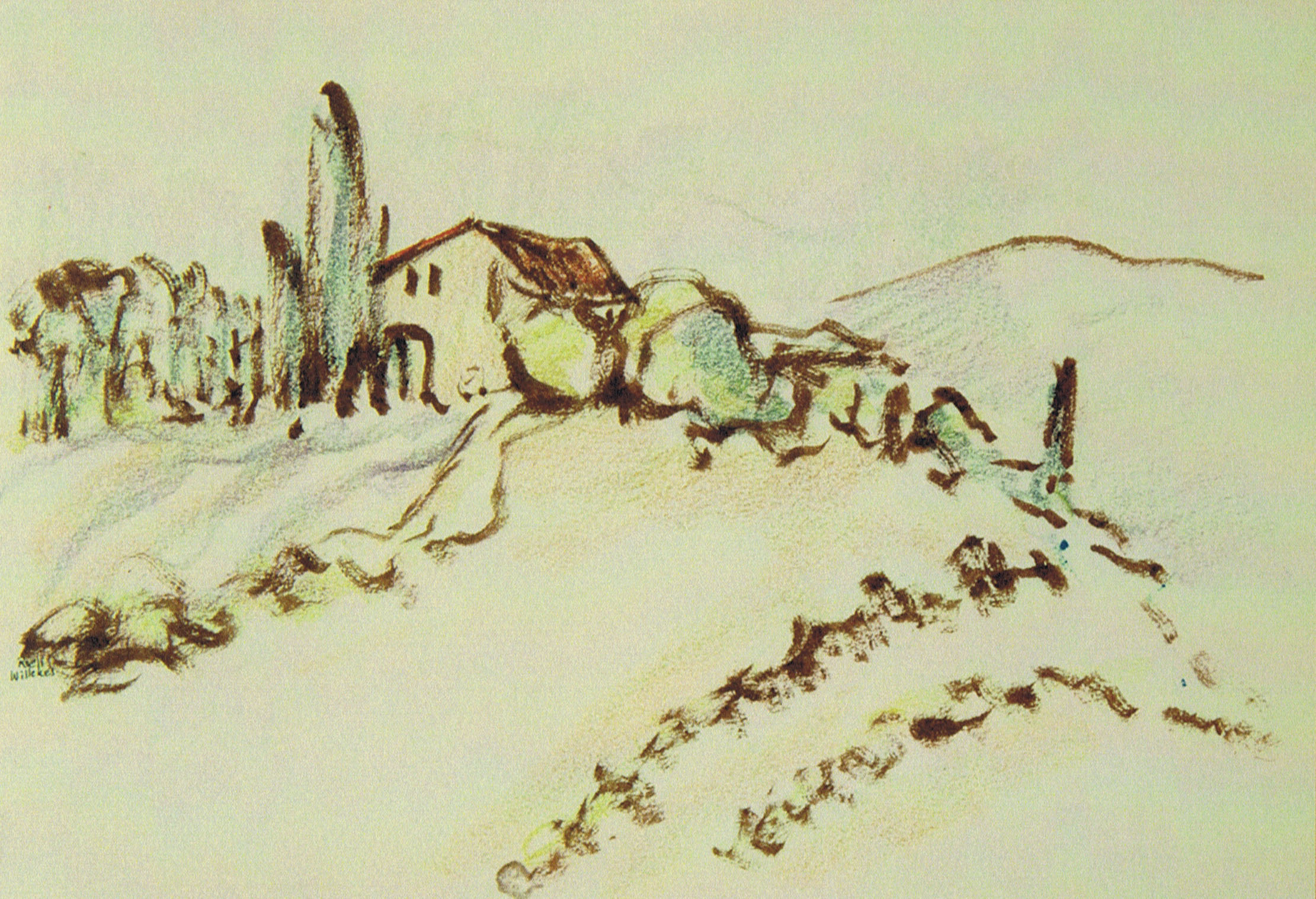
Toscane